# Соловьёв, Василий Андреевич
Василий Андреевич Соловьёв (1918—2005) — сержант Рабоче-крестьянской Красной Армии, участник Великой Отечественной войны, Герой Советского Союза (1945).

## Биография
Василий Соловьёв родился 2 января 1918 года в селе Михайловка (ныне — Черемисиновский район Курской области). После окончания пяти классов школы проживал и работал в Москве. В 1939 году Соловьёв был призван на службу в Рабоче-крестьянскую Красную Армию. С января 1942 года — на фронтах Великой Отечественной войны.
К июню 1944 года сержант Василий Соловьёв командовал взводом 757-го стрелкового полка 222-й стрелковой дивизии 33-й армии 3-го Белорусского фронта. Отличился во время освобождения Могилёвской области Белорусской ССР. 23 июня 1944 года взвод Соловьёва участвовал в прорыве немецкой обороны на реке Проня в районе деревни Головичи Дрибинского района. В том бою Соловьёв первым ворвался в немецкую траншею и лично уничтожил вражеского снайпера. Во время боя за освобождение деревни Тетерин Круглянского района он поднял свой взвод в атаку и заставил противника отступить. В ходе последующих боёв Соловьёв уничтожил ещё несколько вражеских солдат и 9 захватил в плен.
Указом Президиума Верховного Совета СССР от 24 марта 1945 года сержант Василий Соловьёв был удостоен высокого звания Героя Советского Союза с вручением ордена Ленина и медали «Золотая Звезда».
В 1947 году Соловьёв был демобилизован. Проживал и работал в Москве. Скончался 24 августа 2005 года. Похоронен на Южном Щербинском кладбище (участок №17).
Был также награждён орденами Отечественной войны 1-й и 2-й степеней, рядом медалей.